# مارن اسکولد
مارن اسکولد (انگلیسی: Maren Skjøld؛ زادهٔ ۲۹ سپتامبر ۱۹۹۳) اسکی‌باز آلپاین اهل نروژ است. در مسابقات قهرمانی جهانی نوجوانان 2014، او در پنج